# San Andreas (filme)
San Andreas (prt: San Andreas; bra: Terremoto: A Falha de San Andreas) é um filme estadunidense de 2015 dirigido por Brad Peyton e escrito por Carlton Cuse, com Andre Fabrizio e Jeremy Passmore recebendo créditos pela história. O filme é estrelado por Dwayne Johnson, no papel principal, Carla Gugino, Alexandra Daddario, Ioan Gruffudd, Archie Panjabi e Paul Giamatti. Sua trama gira em torno de um enorme terremoto causado pela Falha de Santo André, que devasta a Costa Oeste dos Estados Unidos.
As filmagens do filme duraram de 22 de abril a 28 de julho de 2014, tendo como locações principais as cidades de Queensland, na Austrália, e São Francisco, no estado americano da Califórnia. O filme estreou em Los Angeles em 26 de maio de 2015, sendo lançado comercialmente nos Estados Unidos em 29 de maio. Recebeu resenhas mistas da crítica especializada, que elogiou seus efeitos visuais e as atuações de Johnson e Gugino, mas criticaram o enredo e os personagens. O filme arrecadou US$ 474 milhões em todo o mundo contra um orçamento estimado em US$ 110 milhões.

## Sinopse
Califórnia é atingida por um terremoto, que faz o bombeiro percorrer o estado junto com sua ex-esposa para resgatar sua filha.

## Elenco
- Dwayne Johnson[9] como Ray Gaines
- Carla Gugino[10] como Emma
- Alexandra Daddario[11] como Blake Gaines
- Paul Giamatti como Dr. Lawrence Hayes
- Ioan Gruffudd[12] como Daniel Riddick
- Archie Panjabi[13] como Serena
- Hugo Johnstone-Burt como Ben
- Art Parkinson[14] como Ollie
- Colton Haynes[15] como Joby
- Todd Williams[16] como Marcus Crowlings
- Matt Gerald como Harrison
- Will Yun Lee[17] como Dr. Kim Chung
- Kylie Minogue[18] como Susan Riddick

## Produção

### Desenvolvimento
No dia 1 de dezembro de 2011, foi anunciado que a New Line Cinema estava desenvolvendo San Andreas com o roteiro feito por Jeremy Passmore e Andre Fabrizio, Allan Loeb iria revisar o roteiro, enquanto Beau Flynn da Flynn Picture Company, iria produzir o filme em 3D com um orçamento de cem milhões de dólares. Em 5 de junho de 2012, Brad Peyton foi escalado para dirigir o filme. Em 18 de julho de 2012, a New Line selecionou Carlton Cuse para reescrever o roteiro do filme. Em 18 de julho de 2013, Carey Hayes, Chad Hayes foram reaproveitados pelo estúdio para escrever o filme novamente, após Carlton Cuse e Allan Loeb reescreverem o guião. O filme foi produzido pelos estúdios New Line, Village Roadshow Pictures e Flynn Picture Company.

### Seleção de elenco
No dia 14 de outubro de 2013, Dwayne Johnson fechou um acordo para estrelar o filme, fazendo o papel de um piloto de helicóptero em busca de sua filha, depois do terremoto. Em 4 de fevereiro de 2014, Alexandra Daddario foi escalada para o elenco. Em 12 de março de 2014, Carla Gugino se juntou ao elenco, reunindo-se com Dwayne Johnson, com quem ela estrelou os filmes Race to Witch Mountain e Faster. Em 14 de março de 2014, o ator Art Parkinson da série Game of Thrones, foi escalado ao elenco do filme. Em 1 de abril de 2014, Archie Panjabi também juntou-se ao elenco. Em 5 de abril de 2014, Todd Williams foi escalado para o filme, para atuar como Marcus Crowlings, um velho amigo de exército de Johnson. Em 15 de abril de 2014, Colton Haynes foi integrado ao elenco do filme. Em 29 de abril, Ioan Gruffudd também foi escalado ao elenco do filme, para atuar como Daniel Reddick, um rico promotor imobiliário que está noivo da ex-esposa de Johnson. Em 28 de maio, Will Yun Lee foi escalado para o filme, para atuar como o Dr. Kim Chung, o codiretor do Laboratório de Sismologia Cal-Tech. Em 11 de junho, a atriz australiana Kylie Minogue foi escalada para o filme.

### Filmagens
Em 17 de dezembro de 2013, a revista Variety relatou que filme seria rodado pelo estúdio Village Roadshow em Gold Coast, Queensland, Austrália. A produção começou em abril de 2014, em Queensland, incluindo os locais Ipswich e Brisbane. Em 20 de março de 2014 foi anunciado que a produção do filme Deuses do Egito já tinha começado na Austrália e a de San Andreas começaria logo após. Em 16 de abril de 2014, Johnson tweetou as fotos do treinamento para o filme.
As filmagens começaram em 22 de abril de 2014 na Austrália e logo após em Los Angeles, Bakersfield e São Francisco. Em 12 de maio, as filmagens aconteceram em Lockyer Valley. Entre 10-11 de maio, a filmagem aconteceu em Los Angeles e, em seguida, a produção regressou para a Austrália para completar a filmagem restante. Em 17 de maio, a segunda unidade filmaram as cenas em Bakersfield, onde um helicóptero foi visto, enquanto Johnson estava ocupado na Gold Coast. Em 22 de junho, o elenco foi visto filmando as cenas de desastres na Elizabeth Street em Brisbane.
A segunda unidade do filme filmou em 8 de julho, em São Francisco, enquanto a primeira unidade começou a filmar em 21 de julho e encerrando as filmagens em 27 de julho. Entre 15-16 de julho, a primeira unidade filmou em Fisherman's Wharf, enquanto a segunda filmou em Embarcadero, em 16 de julho. Em 21 de julho, as cenas também foram filmadas no AT&T Park, onde o elenco gravou uma cena durante um jogo dos San Francisco Giants. Em 22 de julho, o elenco filmaram em Hyde e Lombard Street em Russian Hill. Em 23 de julho, o elenco filmou na Guarda Nacional de São Francisco. Em 26 de julho, as cenas foram filmadas no Hotel Fairmont e as últimas filmagens aconteceram na California Street em Financial District, entre 27 de julho de 2014.

### Efeitos visuais
Os efeitos visuais foram fornecidos pela empresas Hydraulx, Cinesite e Image Engine, sendo supervisionados por Greg e Colin Strause, Holger Voss e Martyn Culpitt com ajuda da Scanline VFX e Method Studios.

### Música
No dia 24 de julho de 2014, foi anunciado que Andrew Lockington seria o compositor da banda sonora do filme.
Os três teasers foram lançados com Robot Koch & Delhia de France e Sia cantando "California Dreamin'" de The Mamas & the Papas.

## Lançamento e recepção
No dia 5 de dezembro de 2013, a Warner Bros. anunciou que o lançamento do filme aconteceria em 5 de junho de 2015 em 2D e 3D. Mais tarde, em 21 de outubro, a Warner Bros. alterou a data de lançamento do filme para 29 de maio de 2015. No Brasil o filme foi lançado em 28 de maio e em Portugal em 18 de junho do mesmo ano.

### Desempenho comercial
San Andreas arrecadou US$ 155,2 milhões na América do Norte e US$ 318,8 milhões em outros territórios, totalizando US$ 474 milhões em todo o mundo. A Deadline Hollywood calculou o lucro líquido do filme em torno de US$ 88,07 milhões, contabilizando orçamentos de produção, marketing, participações de talentos e outros custos; as receitas de bilheteria e as receitas de mídia doméstica colocaram-no em décimo oitavo lugar na lista dos "blockbusters mais valiosos" de 2015.
O filme estreou na América do Norte em 3.777 cinemas, incluindo um total de 3.200 locais com exibição em 3D. Dias antes do lançamento do filme, vários especialistas de bilheteria previam uma estreia de US$ 40 milhões ou mais para o filme nos Estados Unidos. O filme arrecadou US$ 3,1 milhões nas exibições de quinta à noite e US$ 18,2 milhões no dia de estreia. Arrecadou US$ 54,5 milhões em seu fim de semana de estreia, ficando bem acima das previsões iniciais. Foi a maior estreia de um filme de Johnson como ator principal, superando os US$ 36 milhões de The Scorpion King de 2002, mesmo considerando ajustes pela inflação. Em seu segundo fim de semana, San Andreas sofreu uma queda de 52% em sua receita ao arrecadar cerca de US$ 26,4 milhões, caindo para segundo lugar nas bilheterias estadunidenses (atrás da comédia Spy), mas experimentando uma queda menor do que a de outros filmes de desastre.

### Resposta crítica
No Rotten Tomatoes, o filme tem um índice de aprovação de 48% com base em 252 críticas, obtendo uma classificação média de 5,2/10; o consenso crítico do site diz: "San Andreas tem um ótimo elenco e excelentes efeitos especiais, mas em meio a toda a destruição avassaladora, os personagens e o enredo do filme se mostram menos do que estruturalmente sólidos". No Metacritic, o filme tem a pontuação 43/100 com base em 42 críticos, indicando "críticas mistas ou médias". O público entrevistado pelo CinemaScore nos cinemas deu ao filme uma nota média "A−" em uma escala de "A+" a "F".
Escrevendo para a revista Variety, Andrew Barker escreveu sobre o filme: “Das muitas acusações que podem ser feitas contra San Andreas de Brad Peyton, a propaganda enganosa não é uma delas. As fotos publicitárias do filme prometem nada mais do que a destruição completa da Califórnia em CGI e o bíceps de Dwayne do tamanho de uma jaca; o filme oferece exatamente isso". Andrew O'Hehir escreveu para o site Salon.com: "Considerado como puro espetáculo, San Andreas é envolvente e eficaz, bem como uma forma um tanto interessante de contra-narrativa: uma visão de um apocalipse de curto prazo que não tem nada a ver com as mudanças climáticas, monstros ou invasores alienígenas". O crítico da Entertainment Weekly, Chris Nashawaty, escreveu: "Por mais evidentemente absurdo, cientificamente duvidoso e assumidamente brega (como é a orgia de devastação em CGI do diretor Brad Peyton) o filme é uma explosão de diversão vertiginosa e descartável". Mick LaSalle escreveu para o jornal San Francisco Chronicle: "Alguns filmes são fáceis de zombar, mas difíceis de resistir. Este é um deles".

## Sequência
Em fevereiro de 2016, a New Line anunciou que uma sequência para o filme estava em desenvolvimento e seu enredo giraria em torno do Círculo de fogo do Pacífico. Neil Widener e Gavin James foram contratados como roteiristas, enquanto Brad Peyton e Beau Flynn foram previstos no retorno para diretor e produtor, respectivamente. Johnson deve repetir seu papel, enquanto Gugino, Daddario e Giamatti também devem retornar. Johnson e Peyton foram anunciados para atuar como produtores. Em julho de 2021, Daddario expressou suas dúvidas de que uma sequência realmente iria acontecer.
Em novembro de 2021, Johnson anunciou que a sequência ainda estava sendo desenvolvida, ao mesmo tempo que afirmava que conflitos de agendamento foram os motivos pelo qual a produção ainda não havia começado. Ele elaborou que seu estúdio procura projetos que tenham o que eles chamam internamente de "Efeito Moisés", explicando que isso significa que eles têm precedência imediata sobre o resto dos muitos projetos em sua lista de filmes; afirmando que ele sente que a sequência se enquadra nesta categoria. Em dezembro de 2021, Hiram Garcia confirmou que a Warner Bros. Pictures deseja uma sequência, enquanto a Seven Bucks Productions atrasou o desenvolvimento em favor de outros projetos.